# Havelockia pituitosa
Havelockia pituitosa is een zeekomkommer uit de familie Phyllophoridae.
De wetenschappelijke naam van de soort werd in 1901 gepubliceerd door Carel Philip Sluiter.